# Theretra equestris
Theretra equestris är en fjärilsart som beskrevs av Fabricius 1793. Theretra equestris ingår i släktet Theretra och familjen svärmare. Inga underarter finns listade i Catalogue of Life.